# Triton-Typ
Der Triton-Typ ist eine Baureihe von Containerschiffen der Costamare Shipping Company. Die fünf Schiffe wurden 2016 abgeliefert. Sie zählen zur Gruppe der ULCS-Containerschiffe.

## Geschichte
Die Baureihe wurde im Januar 2014 von Costamare und York Capital Management in Auftrag gegeben. Sie wird seit 2015 von der südkoreanischen Werft Samsung Heavy Industries gebaut. Charterer der Einheiten für jeweils zehn Jahre ist die in Taipeh ansässige Reederei Evergreen Marine. Die Schiffe sollen im Liniendienst zwischen Europa und Ostasien eingesetzt werden.
Das erste Schiff wurde auf den Namen Triton getauft, das folgende erhielt den Namen Titan. Die weiteren Einheiten erhielten die Namen Talos, Taurus und Theseus.

## Technik

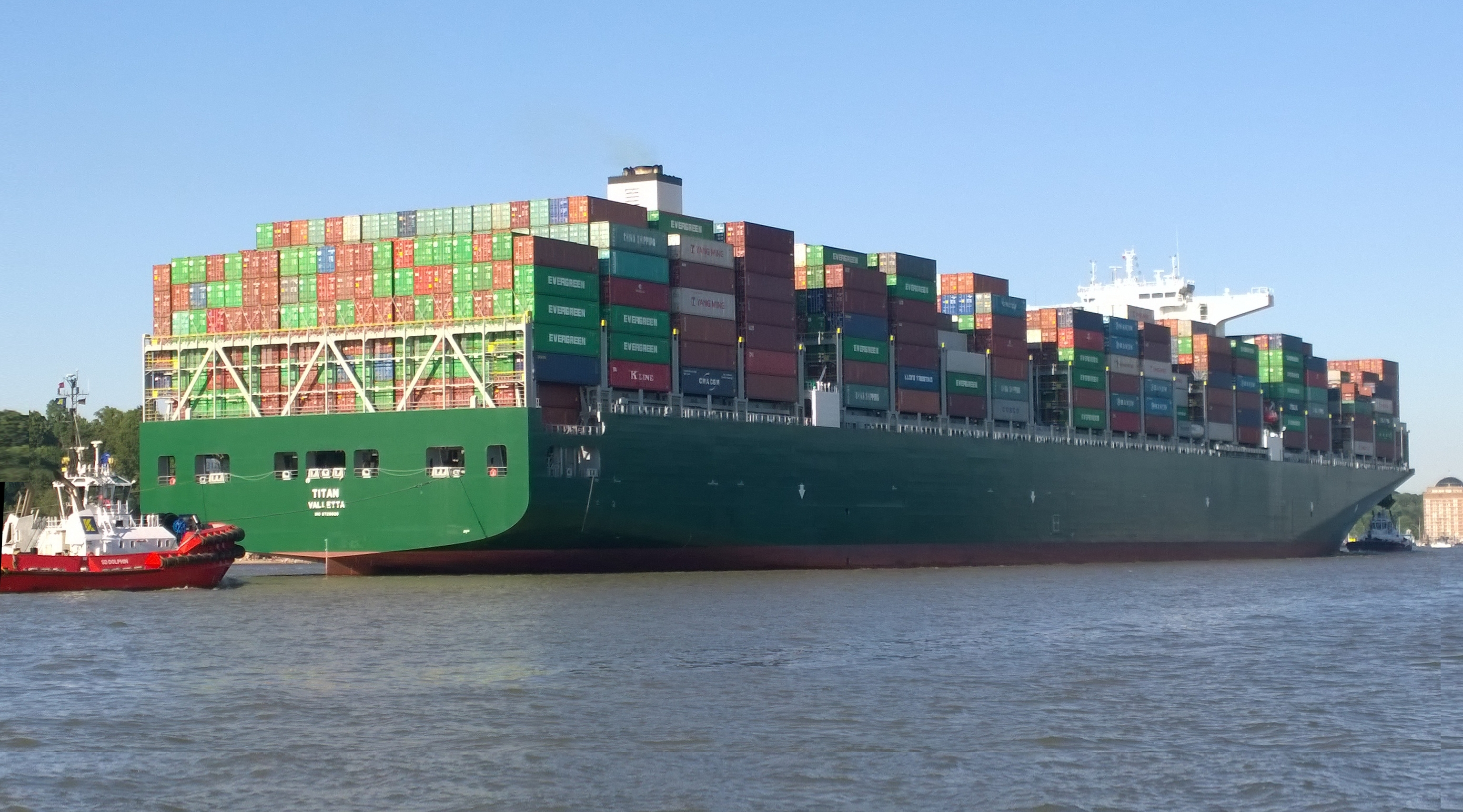
Heckansicht der Titan

Die Schiffe sind durch DNV klassifiziert. Wie bei der Mehrzahl der anderen Containerschiffe dieser Größe haben sie ein weiter vorn angeordnetes Deckshaus, was einen verbesserten Sichtstrahl und somit eine höhere vordere Decksbeladung ermöglicht. Die Bunkertanks sind unterhalb des Aufbaus angeordnet; sie erfüllen die einschlägigen MARPOL-Vorschriften. Die Laderäume der Schiffe werden mit Pontonlukendeckeln verschlossen. Die maximale Containerkapazität wird mit 14.424 TEU angegeben. Bei voller Ausnutzung der Stellplatzkapazität könnte ein durchschnittliches Containergewicht von rund 9,1 Tonnen transportiert werden; beim für Vergleichszwecke üblicherweise angenommenen durchschnittlichen Containergewicht von 14 Tonnen verringert sich die Kapazität auf rund 9400 Einheiten. Es sind Anschlüsse für Integral-Kühlcontainer vorhanden.
Antrieb der Schiffe ist ein Zweitakt-Dieselmotor des Typs MAN B&W 11S90ME-C9&10, der auf einen einzelnen Festpropeller von Mecklenburger Metallguss wirkt.

## Die Schiffe
| Triton-Typ     | Triton-Typ | Triton-Typ | Triton-Typ                                        | Triton-Typ                                           | Triton-Typ                 |
| Bauname        | Baunummer  | IMO-Nummer | Kiellegung Stapellauf Ablieferung                 | Auftraggeber                                         | Umbenennungen und Verbleib |
| -------------- | ---------- | ---------- | ------------------------------------------------- | ---------------------------------------------------- | -------------------------- |
| Triton         | 2121       | 9728916    | 9. November 2015 31. Dezember 2015 3. Mai 2016    | Bendery Maritime Limited Costamare Shipping Company  | in Fahrt                   |
| Titan          | 2122       | 9728928    | 17. November 2015 4. März 2016 13. Juni 2016      | Bermuda Maritime Limited Costamare Shipping Company  | in Fahrt                   |
| Talos          | 2123       | 9728930    | 28. Dezember 2015 25. Juni 2016 9. September 2016 | Bear Maritime Limited Costamare Shipping Company     | in Fahrt                   |
| Taurus         | 2124       | 9728942    | 8. Dezember 2015 2. Juli 2016 4. Oktober 2016     | Sherlock Maritime Limited Costamare Shipping Company | in Fahrt                   |
| Theseus        | 2125       | 9728954    | 8. Dezember 2015 22. August 2016 24. Oktober 2016 | Franklin Maritime Limited Costamare Shipping Company | in Fahrt                   |
| Daten: Equasis |            |            |                                                   |                                                      |                            |